# DBV:s sparbank

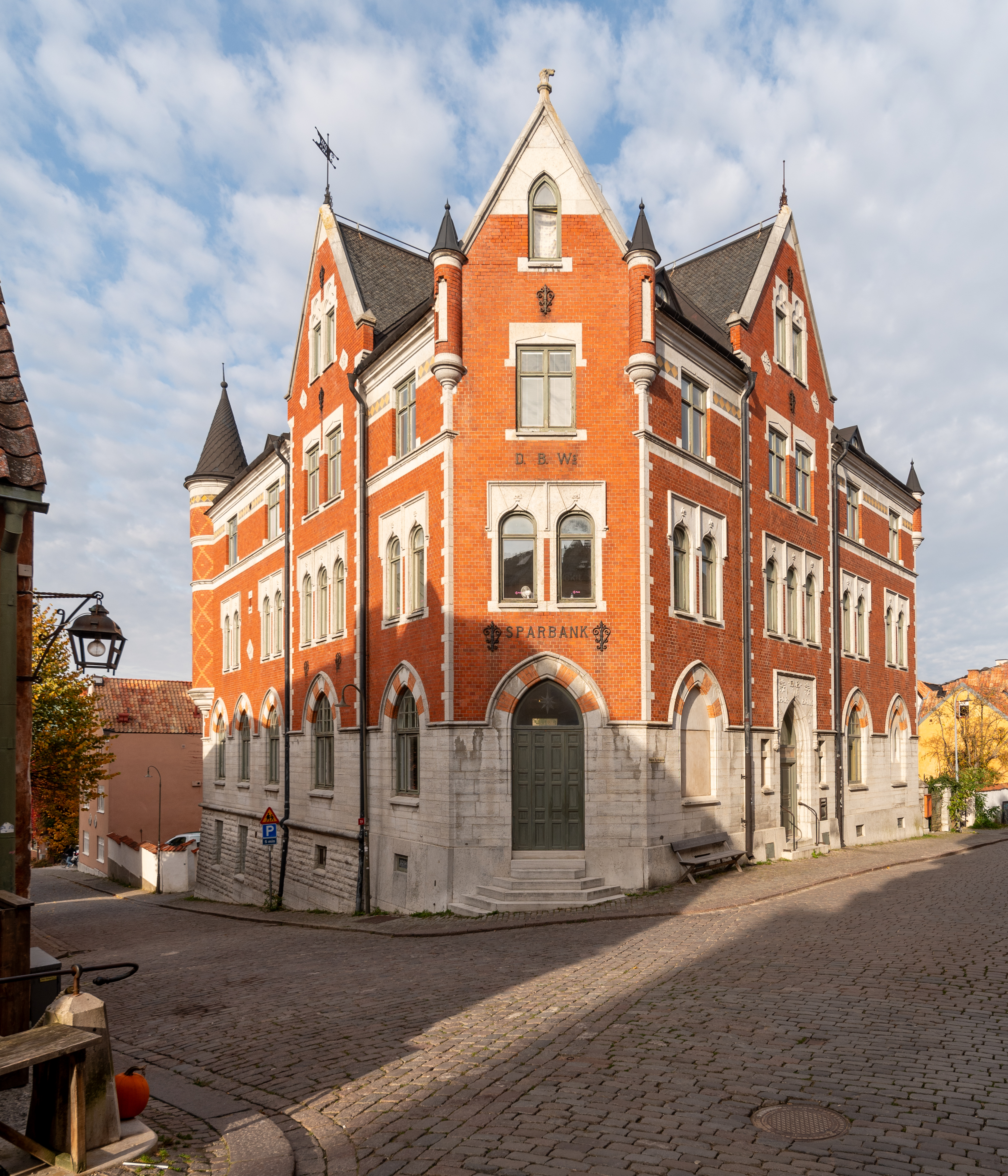
DBV:s sparbanks tidigare kontor på Södra Kyrkogatan 3 i Visby.

DBV:s sparbank var Visbys sparbank från grundandet 1830 till 1982.
Banken stiftades av Sällskapet DBW som Sällskapet D.B.W:s sparbank. Initiativet till stiftandet av banken tillskrivs DBW-medlemmen Lars Johan Gardell som även hade ansvar för bankens räkenskaper och satt i dess styrelse.
DBV var Gotlands enda sparbank fram till 1855. Under återstoden av 1800-talet skulle åtskilliga sparbanker stiftas i Gotlands många socknar. Många av dessa skulle senare gå upp i DBV:s sparbank, däribland:
- 1946: Tingstäde sockens sparbank[2]
- 1948: Hogräns sparbank[3]
- 1949: Hejnums pastorats sparbank[4]
- 1960: Hemse sparbank[5]
- 1964: Sanda sparbank[6]
- 1966: Hangvar och Hall socknars sparbank[7]
- 1967: Ardre sparbank[8][9]
- 1967: Klinte sparbank[10][9]
- 1967: Lärbro pastorats sparbank[9]
- 1967: Östergarns sparbank[9]
- 1968: Bunge sockens sparbank[11]
- 1970: Vamlingbo pastorats sparbank[12]

Konsolideringen fortgick och 1982 gick Sparbanken DBV samman med Sparbanken Östergötland för att bilda Sparbanken Gothia. Den banken gick 1986 upp i Sparbanken Alfa, som i sin tur skulle gå upp i Sparbanken Sverige (1992) och Föreningssparbanken (1997).

## Källhänvisningar
1. ↑  Post- och inrikes tidningar Arkiverad 3 mars 2016 hämtat från the Wayback Machine., 21 september 1860
2. ↑  Tingstäde Sparbanks arkiv, Riksarkivet
3. ↑  Allmän sparbanksstatistik 1948
4. ↑  Allmän sparbanksstatistik 1949
5. ↑  Hemse Sparbanks arkiv, Riksarkivet
6. ↑  Sparbankerna år 1964, Statistiska centralbyrån, Stockholm 1965
7. ↑  Hangvar och Hall socknars Sparbanks arkiv, Riksarkivet
8. ↑  Ardre sockens Sparbanks arkiv, Riksarkivet
9. 1 2 3 4  Sparbankerna 1967, Statistiska centralbryån, 1968
10. ↑  Klinte Sparbanks arkiv , Riksarkivet
11. ↑  Bunge sockens Sparbanks arkiv, Riksarkivet
12. ↑  Sparbankerna 1970, Statistiska centralbyrån, 1971
13. ↑  DBV:s sparbanks arkiv, Riksarkivet